# Félix Buelens
Pour les articles homonymes, voir Buelens.
Félix Buelens, né à Etterbeek (Bruxelles) le 18 février 1850 et mort à Ostende le 24 mars 1921, est un peintre impressionniste belge.